# William Congreve (uppfinnare)
William Congreve, 2:e baronet, född den 20 maj 1772, död den 16 maj 1828, var en engelsk militär, ingenjör och uppfinnare. Han var son till generallöjtnant William Congreve, 1:e baronet.
Congreve blev liksom fadern generallöjtnant och chef för kungliga laboratoriet samt var 1812–1828 medlem av underhuset. Han deltog i reformerandet av engelska härväsendet, införde förbättringar i sluss- och kanalbyggnadssättet samt gjorde två uppfinningar, som har sina namn efter honom: congreveraketen (1804) och congrevetrycket (1822), ett sätt att trycka två färger på en gång. 